# Лапласіан індикатора
У теорії потенціалу, розділі математики, лапласіан індикатора області D є узагальненням похідної дельта-функції Дірака для вищих порядків і ненульовий лише на поверхні D. Її можна розглядати як поверхневу дельта-просту функцію. Це аналогічно другій похідній ступінчастої функції Хевісайда в одновимірному випадку. Його можна отримати, застосувавши оператор Лапласа до індикаторної функції деякої області D.
Лапласіан індикатора можна розглядати як такий, що має нескінченну кількість додатних та від'ємних значень, якщо оцінювати його дуже близько до межі області D. З математичної точки зору, це не зовсім функція, а узагальнена функція або міра. Подібно до похідної дельта-функції Дірака в одновимірному випадку, лапласіан індикатора має сенс як математичний об’єкт лише тоді, коли він з’являється під інтегральним знаком; тобто є функцією розподілу. Як і у формулюванні теорії розподілу, на практиці він розглядається як межа послідовності гладких функцій;  доцільно взяти лапласіан функції рельєфу, яка є гладкою за визначенням, і побачити, що вона наближається до індикатора в межі.

## Історія
Поль Дірак ввів δ -функцію Дірака, як її почали називати, ще в 1930 році. Одновимірна δ -функція Дірака відмінна від нуля лише в одній точці. Аналогічно, багатовимірне узагальнення, як зазвичай буває, також відмінне від нуля лише в одній точці. У декартових координатах d -вимірна δ -функція Дірака є добутком d одновимірних δ -функцій; по одній для кожної декартової координати (див., наприклад, узагальнення дельта-функції Дірака ).
Однак можливе інше узагальнення. Нульову точку в одновимірному випадку можна розглядати як межу додатної півосі. Функція 1 x >0 дорівнює 1 на додатній півосі і нулю в іншому випадку, також відома як ступінчаста функція Гевісайда. Формально δ -функцію Дірака та її похідну (тобто одновимірну поверхневу дельта-просту функцію ) можна розглядати як першу та другу похідні ступінчастої функції Хевісайда, тобто ∂ x 1 x >0 і {\displaystyle \partial _{x}^{2}\mathbf {1} _{x>0}}.
Аналогом ступінчастої функції у більш високих вимірах є індикаторна функція, яку можна записати як 1 x ∈ D, де D - деяка область. Індикаторна функція також відома як характеристична функція. За аналогією з одновимірним випадком, існують наступні узагальнення  δ функції Дірака та її похідної для вищих вимірів:
{\displaystyle {\begin{aligned}\delta (x)&\to -n_{x}\cdot \nabla _{x}\mathbf {1} _{x\in D},\\\delta '(x)&\to \nabla _{x}^{2}\mathbf {1} _{x\in D}.\end{aligned}}}
Тут n — вектор зовнішньої нормалі. Тут δ -функція Дірака узагальнена до поверхневої дельта-функції на межі деякої області D вимірності d ≥ 1. Це означення дає звичайний одновимірний випадок, коли область визначення є додатною піввіссю. Вона дорівнює нулю, за винятком межі області D (де вона нескінченна), і інтегрується всією площею поверхні, що охоплює область D, як показано нижче.
Одновимірну δ' -функція Дірака узагальнено до багатовимірної поверхневої дельта-простої функції на межі деякої області D з d ≥ 1 . В одному вимірі, взявши D рівним додатній півосі, можна отримати звичайну одновимірну δ' -функцію.
Як нормальна похідна індикатора, так і лапласіан індикатора визначаються поверхнею, а не точками. Це узагальнення має застосування в, наприклад, квантовій механіці, оскільки поверхневі взаємодії можуть призводити до граничних умов у d > 1, тоді як точкові взаємодії не можуть. Очевидно, що при d =1 точкові та поверхневі взаємодії збігаються. Як поверхневі, так і точкові взаємодії мають довгу історію у квантовій механіці, і існує багато літератури про так звані поверхневі дельта-потенціали або дельта-сферні взаємодії. Поверхневі дельта-функції використовують одновимірну δ -функцію Дірака, але як функцію радіальної координати r, наприклад δ( r − R ), де R - радіусом сфери.
Хоча похідні функції індикатора здаються слабо визначеними, їх можна формально визначити за допомогою теорії розподілу або узагальнених функцій : можна отримати чіткий запис, припустивши, що лапласіан індикатора, наприклад, визначається двома інтегруваннями частинами, коли він стоїть під знаком інтеграла. Крім того, індикатор (та його похідні) можна апроксимувати за допомогою функції рельєфу (та її похідних). Межа, де (гладка) функція рельєфу наближається до функції індикатора, повинна бути винесена за знак інтеграла.

## Застосування

### Квантова механіка
У квантовій механіці точкові взаємодії добре вивчені, і існує велика кількість літератури на цю тему. Відомим прикладом одновимірного сингулярного потенціалу є рівняння Шредінгера з дельта-потенціалом Дірака. З іншого боку, одновимірний дельта-потенціал Дірака викликав суперечки. Суперечка, здавалося б, була вирішена незалежною статтею  хоча навіть ця стаття пізніше викликала критику.
Останнім часом набагато більше уваги приділяється одновимірному дельта-простому потенціалу Дірака.
Точку на одновимірній прямій можна розглядати і як точку, і як поверхню; як точка вона позначає межу між двома областями. Таким чином, було зроблено два узагальнення дельта-функції Дірака для вищих вимірів: узагальнення до багатовимірної точки , а також узагальнення на багатовимірної поверхні.
Перші узагальнення відомі як точкові взаємодії, тоді як останні відомі під іншими назвами, наприклад «дельта-сферні взаємодії» та «поверхневі дельта-взаємодії». В останніх узагальненнях можуть використовуватися похідні індикатора, як пояснюється тут, або одновимірна δ -функцію Дірака як функцію радіальної координати r.

### Гідродинаміка
Лапласіан індикатора використовувався в гідродинаміці, наприклад, для моделювання інтерфейсів між різними середовищами.

### Реконструкція поверхні
Розбіжність індикатора та лапласіан індикатора (або характеристичної функції, як ще називають індикатор) були використані як вибіркова інформація, на основі якої можна реконструювати поверхні.

## Дивіться також
- Delta potential
- Dirac delta function
- Distribution (mathematics)
- Double layer potential
- Electrostatics
- Generalized function
- Indicator function
- Potential theory